# Spiegel Online
Spiegel Online (SPON) este unul dintre cele mai cunoscute situri germane de știri. El a luat ființă la data de 25 octombrie 1994 ca o versiune  online a revistei Der Spiegel. În luna aprile a anului 2008 situl a înregistrat 89 milioane de vizitatori și 527 milioane de vizionări. 

## Redacție
- Matthias Matussek
- Henryk M. Broder
- Claus Christian Malzahn
- Bastian Sick
- Jenni Zylka